# Geografia di Singapore
Singapore (Pulau Ujong) è la principale isola di uno stato insulare e indipendente dell'Asia sudorientale, la Repubblica di Singapore, che fino al 1963, prima della sua indipendenza, faceva parte del Commonwealth Britannico.

## Descrizione
Situata all'estremità meridionale della penisola malese, è separata da quest'ultima dallo stretto di Johor, mentre quello di Singapore lo separa dall'Indonesia. In linea retta, l'isola misura circa 55 chilometri da est a ovest, e 28 chilometri da nord a sud, con 201 chilometri di costa.
L'isola ha un territorio generalmente pianeggiante e per oltre un decimo della sua superficie è occupata dall'area della città di Singapore, che è anche la capitale.
L'estremità settentrionale dell'isola è Sembawang. I punti più occidentali e meridionali sono a Tuas. Il punto più orientale dell'isola è Changi bay.
L'arcipelago, oltre all'isola principale, Singapore, è formato da oltre 58 isole. L'altura principale è Bukit Timah con 177 m di altezza e il fiume principale è Seletar con 15 km di lunghezza.

## Clima
Il clima è di tipo equatoriale; la temperatura media annua si aggira sui 26 °C.
Le precipitazioni sono copiose e costanti per tutto l'anno, al contempo anche il tasso di umidità è elevato. L'umidità è maggiore da novembre a gennaio, mentre i mesi più secchi vanno da maggio a luglio.

## Flora e fauna
Un tempo l'isola era ricoperta dalla giungla, che è stata ampiamente disboscata per lasciare posto alle coltivazioni di cocco, ananas, tabacco, albero della gomma e ortaggi; nei luoghi rimasti intatti proliferano i serpenti. Le aree urbane occupano circa il 50% della terraferma, mentre parchi, riserve naturali, piantagioni e zone militari ne occupano il 40%.

## Luoghi di interesse
La parte più popolosa è quella sulle rive del fiume Singapore.
Il centro degli affari (CBD) è sulla sponda meridionale della foce del fiume.
Fra le altre cose da vedere:
- Jurong, la zona industriale
- Il parco marino
- L'aeroporto internazionale.

Sono in corso opere di bonifica e sviluppo edilizio, un frutto tipico di Singapore è il durian.